# Moskovskij prospekt
Moskovskij prospekt in russo Московский проспект?, letteralmente Viale moscovita, è una lunga arteria stradale di San Pietroburgo che collega Piazza Sennaja e Piazza della Vittoria. La strada collega il centro della città con l'aeroporto di San Pietroburgo ed è per lo più fiancheggiata da architettura del classicismo stalinista.